# I Natali delle Religiose Militie

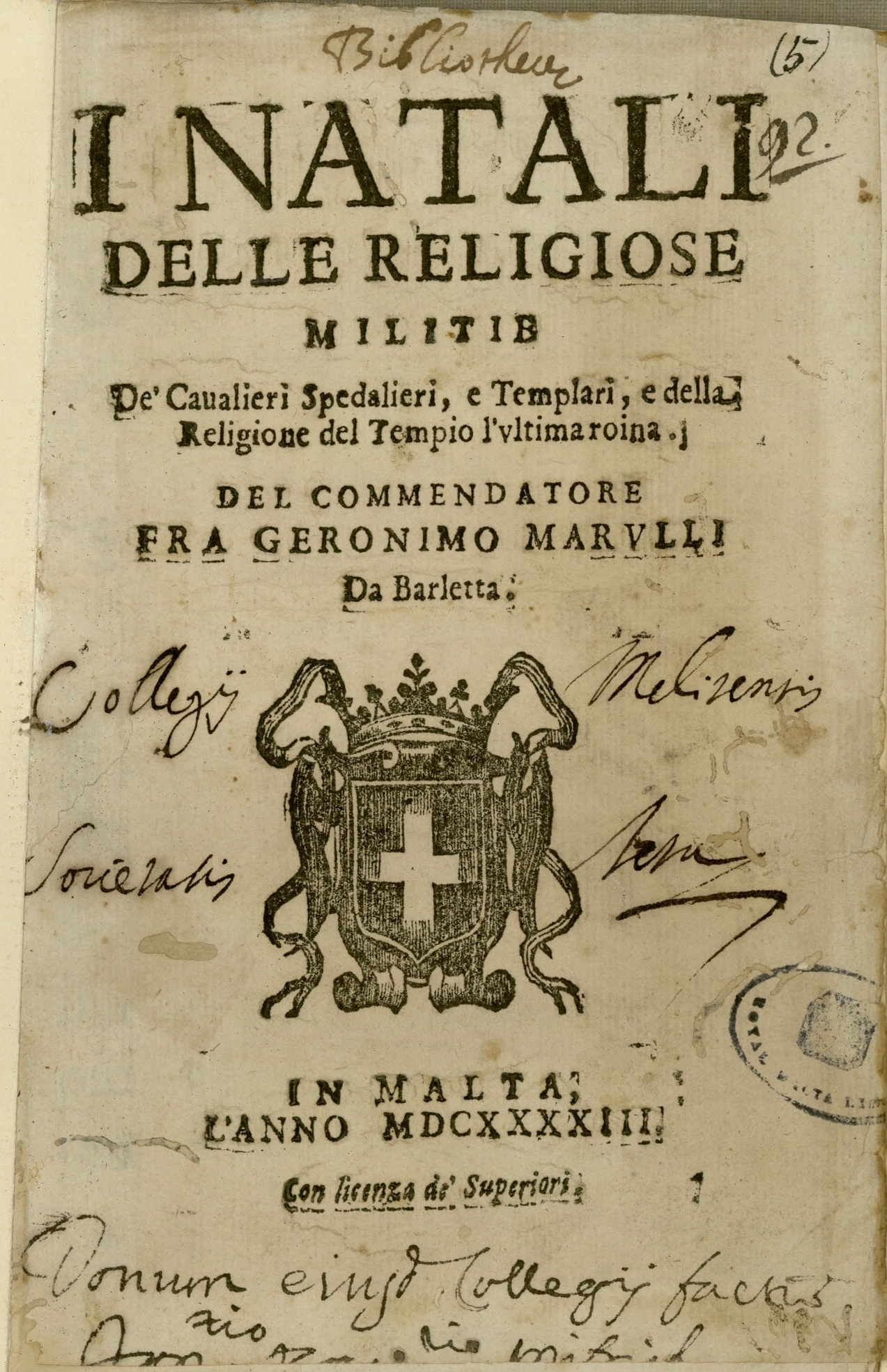
Strona tytułowa z dopiskami odręcznymi

I Natali delle Religiose Militie – publikacja z 1643 roku autorstwa Geronima Marulliego, najstarsza znana książka drukowana wydana na Malcie.

## Historia
Do 1642 roku na Malcie nie było prasy drukarskiej; dzięki wielkiemu mistrzowi Zakonu Maltańskiego Juanowi de Lascarisowi-Castellarowi otwarto pierwszą drukarnię w zakonnej piekarni. Dzieło wydano w 1643 roku, jest ono uważane za pierwszą drukowaną książkę wydaną na Malcie. Drukarzem książki mógł być Paolo Bonacota lub ewentualnie Pompeo de Fiore. Zachował się prawdopodobnie tylko jeden egzemplarz, który znajduje się w amerykańskiej Bibliotece Kongresu. Prywatny reprint został wydany w 1939 roku, jego autorem był Douglas Crawford McMurtrie.

## Zawartość
Pełny tytuł brzmi: I Natali delle Religiose Militie de’ Cavalieri Spedalieri, e Templari, e della Religione del Tempio l’ultima roina. Na stronie tytułowej znajduje się Herb Zakonu Kawalerów Maltańskich, pod nim data wydania zapisana cyframi rzymskimi: MDCXXXXIII (1643); nie wskazano drukarza. Autorem dzieła jest Włoch, commendatore Geronimo Marulli z Barletty (ur. 1580, zm. 1650). W publikacji znalazły się m.in. cztery sonety po włosku w stylu Francesca Petrarki, ich autorzy to: Salvatore Imbroll, Carlo Michallef, Carlo Cosentino i Geronimo Marulli; twórczość ta wykazuje wpływ Dantego.